# Лафурш (парафія)
Шаблон:StateAbbr_ 29°29′ пн. ш. 90°24′ зх. д. / 29.49° пн. ш. 90.4° зх. д.
Округ  Лафурш (англ. Lafourche Parish) — округ (парафія) у штаті  Луїзіана, США. Ідентифікатор округу 22057.

## Демографія
За даними перепису 
2000 року 
загальне населення округу становило 89974 осіб, зокрема міського населення було 65129, а сільського — 24845.
Серед мешканців округу чоловіків було 43877, а жінок — 46097. В окрузі було 32057 домогосподарств, 24296 родин, які мешкали в 35045 будинках.
Середній розмір родини становив 3,17.
Віковий розподіл населення поданий у таблиці:
| Стать    | До 15 років | 15-21 | 22-29 | 30-39 | 40-49 | 50-65 | 65-85 | Понад 85 |
| -------- | ----------- | ----- | ----- | ----- | ----- | ----- | ----- | -------- |
| Чоловіки | 10407       | 5072  | 4477  | 6849  | 6440  | 6342  | 4002  | 288      |
| Жінки    | 9716        | 5293  | 4685  | 7202  | 6704  | 6644  | 5120  | 733      |

## Суміжні округи
- Сент-Джеймс — північ
- Сент-Джон-Баптист — північ
- Сент-Чарлз — північний схід
- Джефферсон — схід
- Террбонн — захід
- Ассумпсьйон — північний захід

## Виноски
1. ↑  U.S. Decennial Census. United States Census Bureau. Архів оригіналу за 4 квітня 2018. Процитовано 1 вересня 2014.
2. ↑  Historical Census Browser. University of Virginia Library. Архів оригіналу за 11 серпня 2012. Процитовано 1 вересня 2014.
3. ↑  Population of Counties by Decennial Census: 1900 to 1990. United States Census Bureau. Архів оригіналу за 15 вересня 2014. Процитовано 1 вересня 2014.
4. ↑  Census 2000 PHC-T-4. Ranking Tables for Counties: 1990 and 2000 (PDF). United States Census Bureau. Архів оригіналу (PDF) за 18 грудня 2014. Процитовано 1 вересня 2014.
5. ↑  State & County QuickFacts. United States Census Bureau. Архів оригіналу за 6 червня 2011. Процитовано 10 серпня 2013.(англ.) Наведено за англійською вікіпедією.
6. ↑  American FactFinder. Бюро перепису населення США. Архів оригіналу за 26 лютого 2012. Процитовано 31 січня 2008.

| США | Це незавершена стаття з географії США. Ви можете допомогти проєкту, виправивши або дописавши її. |